# Алимов, Абид Ахмеджан оглы
Алимов Абид Ахмеджан оглы (Ахмедович) (1900, Пензенская губерния — 31.01.1935, Ленинград) — историк, специалист по истории Турции.

## Биография
Поволжский татарин, из семьи крестьянина-бедняка. Родился в 1900 году в Пензенской губернии. Член РКП(б) с 1918 года. Занимался вербовкой турок-военнопленных. Весной 1920 года прибыл в Баку с Туркестанского фронта и предположительно был снабжён местными кемалистами документами «турецкого офицера». В этом качестве участвовал в большевицком перевороте в г. Баку 27-28 апреля 1920 года. Был одним из тех, кто подписывал первые воззвания бакинских большевиков от имени Временного Азербайджанского Революционного Комитета. Вошёл в первый состав Совета Народных Комиссаров Азербайджанской ССР, заняв в нём должность народного комиссара здравоохранения и призрения (28 апреля — 5 июня 1920 года).
Участник Гражданской войны на территории Азербайджана, участвовал в боях с Деникиным и Махно на Южной фронте в составе 45-й дивизии РККА. В 1921—1924 годах в Особом отделе Кавказского корпуса. Награждён орденом Красного Знамени.
Образование высшее (ИКП, 1930). Историк, тюрколог, специалист по истории Турции. В 1931—1932 — ученый секретарь Института востоковедения АН СССР. С 1932 — преподаватель ИКП в Москве и Ленинграде. В 1934 — профессор исторического факультета ЛГУ. С декабря 1934 г. — в ЛИЛИ/ЛИФЛИ, ЛОКА, где также был секретарем парторганизации).
Погиб в январе 1935 года в Ленинграде при неясных обстоятельствах.

#### Основные труды
- Очерки по истории Востока в эпоху империализма / Под ред. Аб. Алимова. Л., 1934.
- Авни Х. Как Турция стала полуколонией / Пер. с тур. А. Н. Кононова ; Под ред. А. А. Алимова. Л., 1934.
- Революция 1908 г. в Турции // Пробуждение Азии: 1905 г. и революция на Востоке. Л., 1935. C. 1-93.
- Этатизм в Турции // Колониальные проблемы. Сб. 3-4. М., 1935. С. 155—158.

#### Архив, личные фонды
- ЦГАЛИ СПб. Ф. Р-328. Оп. 2. Д. 48. Алимов Абид Ахмедович
- СПФ АРАН Ф. 4 Оп. 004 т.2 Д. 4026. Алимов Абид Ахмедович, ученый секретарь Института востоковедения АН. Личное дело.
- СПФ АРАН Ф. 225. Оп.4а. Д. 132. Л.7. Карточка военного учёта Алимова Абида Ахмеда, научного сотрудника ЛОКА